# Bulbophyllum perseverans
Bulbophyllum perseverans är en orkidéart som beskrevs av Johan Hermans. Bulbophyllum perseverans ingår i släktet Bulbophyllum och familjen orkidéer. Inga underarter finns listade i Catalogue of Life.